# Liste der Mitglieder der National Academy of Sciences/1997
Im Jahr 1997 wählte die National Academy of Sciences der Vereinigten Staaten 75 Personen zu ihren Mitgliedern.

## Neugewählte Mitglieder
- Michael Aizenman
- James P. Allison
- Neil W. Ashcroft
- Tanya M. Atwater
- Neta A. Bahcall
- Grigory I. Barenblatt (1927–2018)
- Roger N. Beachy
- Charles H. Bennett
- Bert R. J. Bolin (1925–2007)
- Webster K. Cavenee
- Sylvia T. Ceyer
- Jeff Cheeger
- Daniel S. Chemla (1940–2008)
- Joel E. Cohen
- Alain Connes
- Suzanne Cory
- Gerald R. Crabtree
- Rodney B. Croteau
- Robert F. Curl, Jr.
- John W. Daly (1933–2008)
- Anthony J. DeMaria
- Johann Deisenhofer
- John F. Dewey
- Roland Douce (1939–2018)
- Donald M. Engelman
- Solomon Walter Englander
- Lambert B. Freund
- George C. Frison (1924–2020)
- William Fulton
- Ralph M. Garruto
- Michael A. Gimbrone, Jr.
- George Gloeckler
- Christopher S. Jencks
- Joshua Jortner
- Paul Kay
- Noel T. Keen (1940–2002)
- Peter S. Kim
- David M. Kreps
- Eric S. Lander
- Anthony Leggett
- Susan L. Lindquist (1949–2016)
- George H. Lorimer
- Joyce Marcus
- Andreu Mas-Colell
- John C. Mather
- Bruce S. McEwen (1938–2020)
- Robert L. Metzenberg (1930–2007)
- Lois K. Miller (1945–1999)
- Peter B. Moore
- Ferid Murad (1936–2023)
- Masatoshi Nei (1931–2023)
- Edward Nelson (1932–2014)
- Ebbe S. Nielsen (1950–2001)
- William D. Phillips
- E. J. Christopher Polge (1926–2006)
- Linda L. Randall
- Kenneth N. Raymond
- Harald Reuter (1934–2022)
- John H. Schwarz
- Kai Simons
- Kirk R. Smith (1947–2020)
- Dieter Soll
- Thomas P. Stossel (1941–2019)
- Richard W. Tsien
- John C. Tully
- James H. Tumlinson, III (1938–2022)
- Michael S. Turner
- J. Anthony Tyson
- Inder M. Verma
- John M. Wallace
- E. Bruce Watson
- Lewis T. Williams
- Owen N. Witte
- Carl R. de Boor
- Albert de la Chapelle (1933–2020)